# Ficana
Ficana va ser una antiga ciutat del Latium, que només apareix a la història romana en ocasió de la seva conquesta per Anc Marci, que es diu que va traslladar als seus habitants cap a Roma i la va destruir i no va ser mai repoblada.
Plini el Vell l'esmenta com una de les ciutats extintes del Latium i Sext Pompeu Fest també diu que ja no existia al seu temps, i la situa a la via Ostiense, a uns 18 km de Roma, a tocar del Tíber. Diu que tenia un port en aquell riu que es deia (segons Fabi Píctor) Puilia Saxa. Es creu que correspon a un turó prop del Tíber, a la dreta de l'antiga via Ostiense, on hi ha una granja anomenada Dragoncello.